# Cappa magna

Kardinálský korálový habitus se zimní magnou

Cappa magna [kapa magna] nebo také velká kapa je široký plášť s dlouhou vlečkou-cauda, který může nosit pouze kardinál či biskup anebo jiný prelát, jemuž papež udělil právo jej nosit jako zvláštní privilegium. Je historickým pozůstatkem chórového pláště a je nošena v průvodech, nikoliv však při samotném slavení mše svaté. Její užívání je stanoveno pro tzv. starší formu římského ritu v biskupském ceremoniálu, platném před liturgickou reformou po druhém vatikánském koncilu.

## Užití
Užívá se při tradiční liturgii, když v ní její nositel vstupuje do chrámu a před zahájením mše svaté ji sundává. Cappa magna při tom symbolizuje světskou moc a slávu a její svlečení je pak gestem pokory, které má zdůraznit nepatřičnost a bezvýznamnost světské slávy před oltářem.

## Povolení pro české kapituly
Od roku 1706 ji tak mohou nosit kanovníci pražské metropolitní kapituly, od roku 1744 také litoměřické a od roku 1785 rovněž českobudějovické kapituly. Tzv. svinutá cappa byla povolena i kanovníkům brněnské kapituly. Původně bývala cappa magna podšita hermelínem.

## Podoba
Cappa magna, kterou nosí kardinál, je červená (řeholníci dříve nosili velkou kapu v barvě svého řádu), biskup nosí fialovou. Od roku 1952 se namísto patnáctimetrové vlečky má používat jen sedmimetrová a v roce 1969, během liturgické reformy bylo stanoveno, že užívání velké kapy je nepovinné, nově už nemá mít hermelínovou podšívku a navíc se může nosit jen mimo Řím. S možností jejího použití počítá i nový biskupský ceremoniál z osmdesátých let minulého stol. Při nové liturgii jsme se s jejím užitím mohli setkat v osmdesátých letech na Velehradě. Kardinál Casaroli ji měl oblečenu na přání české strany, jako zástupce Sv. otce na velehradké pouti. Hojně ji používal také jeruzalemský patriarcha kolem roku 2000 v Jeruzalemě.